# スターティングメンバー
スターティングメンバー（和製英語）とは、スポーツの団体競技で、試合開始時より出場する定員内選手のことをいう。
一般にスタメンと略され、スターティングオーダー、スターティングラインナップ（英: Starting lineup）、スターターズ（英: Starters）などとも言われる。日本語では先発出場選手（せんぱつしゅつじょうせんしゅ）とも呼ばれる。

## 概要
主に野球、サッカー、バレーボール、バスケットボールなど試合中に選手交代が行われることの多い競技で、チームの中心となって競技を行う選手（レギュラー、ベンチ入り選手、ロースター (MLB)、ロースター (NBA)。日本プロ野球では出場選手登録（いわゆる一軍入り）された者）の中から選ばれる。スポーツによっては、シーズン初試合でのスターティングメンバーのことを「開幕スタメン」と呼ぶこともある。
それぞれのポジションの中で特に優秀な選手が選ばれる傾向にあるが、チームによっては、対戦相手や選手のコンディション、監督またはコーチングスタッフの戦略や戦術によって柔軟にメンバーが入れ替わる。場合によっては、相手との相性や、先発メンバーを予測して、偵察メンバーを当てる場合もある。
スターティングメンバーに選ばれなかった選手は、サブメンバー、控えと呼ばれる。
特に、プロフェッショナルスポーツのチームや著名な競技会（オリンピック、高校野球、ワールドカップ等）において、スターティングメンバーに選ばれることは大変名誉なことであり、監督やコーチ、チームメートに実力を認められた証明ともなることから、毎回熾烈な「スタメン争い」が行われる。
逆にアメリカンフットボールやアイスホッケーのように、スターティングメンバーにこだわりの少ないスポーツも存在する。これは選手交代が自由かつ任意に行えるため、相手に合わせて戦略を組む関係上、試合開始時のメンバーがチームでベストな布陣とは必ずしも限らないからである。
ラグビーなどではスターティングメンバーか否かによって背番号が変動する。